# Українська комісія з питань правничої термінології
Українська комісія з питань правничої термінології (УКППТ) — державний орган, створений з метою «забезпечення точного і однакового вживання правничих термінів у законотворчій роботі та в офіційних актах». Проіснувала з 1995 по 2000 рік.
Комісія була створена Указом Президента України №458/1995 від 19 червня 1995. Основними завданнями комісії були:
- вивчення законодавчого матеріалу з метою визначення та уніфікації юридичної термінології, складання реєстрів українських правових термінів, укладання юридичних словників;
- підготовка рекомендацій щодо однакового застосування юридичних термінів у різних галузях права;
- здійснення термінологічно-мовної експертизи проектів актів законодавства.

У 1996 р. комісією була затверджена  Нормативна таблиця для відтворення українських власних назв засобами англійської мови та правил до неї (див. Транслітерація).
Нормативи вживання термінів та власних назв,  затверджені Українською комісією з питань правничої термінології, вважалися 
обов'язковими для застосування в законодавчих і офіційних актах.
Склад комісії та її голова затверджувалися Президентом України.  Організаційне та інші види забезпечення діяльності Комісії здійснювала Українська правнича фундація.
Комісія припинила діяльність згідно з Указом Президента України «Про ліквідацію деяких консультативних, дорадчих та інших органів» від 14 липня 2000 року.